# Campionato mondiale femminile under 18 di pallavolo 2009
L'XI campionato mondiale pre-juniores di pallavolo femminile si è svolto dal 3 al 12 luglio 2009 a Nakhon Ratchasima, in Thailandia. Alla competizione hanno partecipato 16 squadre nazionali pre-juniores e la vittoria finale è andata per la terza volta al Brasile.

## Squadre partecipanti
| - Belgio - Brasile - Cina - Egitto - Giappone - Germania - Italia - Messico | - Perù - Rep. Dominicana - Serbia - Slovacchia - Stati Uniti - Thailandia - Tunisia - Turchia |

## Gironi
| Girone A                          | Girone B                  | Girone C                                  | Girone D                            |
| --------------------------------- | ------------------------- | ----------------------------------------- | ----------------------------------- |
| Egitto Germania Serbia Thailandia | Cina Perù Tunisia Turchia | Brasile Italia Rep. Dominicana Slovacchia | Belgio Giappone Messico Stati Uniti |

## Seconda fase
Le prime due classificate della fase precedente accedono ai gironi E e F, dove nuovamente le prime due classificate accederanno alle semifinali per il 1º posto; le ultime due classificate della fase precedente accedono ai gironi G e H, dove nuovamente le prime classificate accederanno alle semifinali per il 9º posto.

## Fase finale

### Finali 1º e 3º posto
|  | Semifinali | Semifinali | Semifinali |        |         | Finale 1º/2º posto | Finale 1º/2º posto | Finale 1º/2º posto |  |
|  |            |            |            |        |         |                    |                    |                    |  |
|  | Brasile    | Brasile    | 3          |        |         |                    |                    |                    |  |
|  | Brasile    | Brasile    | 3          |        |         |                    |                    |                    |  |
|  | Turchia    | Turchia    | 0          |        |         |                    |                    |                    |  |
|  | Turchia    | Turchia    | 0          |        | Brasile | Brasile            | 3                  |                    |  |
|  |            |            |            |        | Brasile | Brasile            | 3                  |                    |  |
|  |            |            | Serbia     | Serbia | 1       |                    |                    |                    |  |
|  | Belgio     | Belgio     | Serbia     | Serbia | 1       | 1                  |                    |                    |  |
|  | Belgio     | Belgio     |            |        |         | 1                  |                    |                    |  |
|  | Serbia     | Serbia     | 3          |        |         | Finale 3º/4º posto | Finale 3º/4º posto | Finale 3º/4º posto |  |
|  | Serbia     | Serbia     | 3          |        |         |                    |                    |                    |  |
|  |            |            |            |        |         |                    |                    |                    |  |
|  |            |            |            |        |         | Turchia            | Turchia            | 2                  |  |
|  |            |            |            |        |         | Turchia            | Turchia            | 2                  |  |
|  |            |            |            |        |         | Belgio             | Belgio             | 3                  |  |

### Finali 5º e 7º posto
|  | Semifinali | Semifinali | Semifinali |          |      | Finale 5º/6º posto | Finale 5º/6º posto | Finale 5º/6º posto |  |
|  |            |            |            |          |      |                    |                    |                    |  |
|  | Perù       | Perù       | 3          |          |      |                    |                    |                    |  |
|  | Perù       | Perù       | 3          |          |      |                    |                    |                    |  |
|  | Thailandia | Thailandia | 1          |          |      |                    |                    |                    |  |
|  | Thailandia | Thailandia | 1          |          | Perù | Perù               | 1                  |                    |  |
|  |            |            |            |          | Perù | Perù               | 1                  |                    |  |
|  |            |            | Giappone   | Giappone | 3    |                    |                    |                    |  |
|  | Italia     | Italia     | Giappone   | Giappone | 3    | 1                  |                    |                    |  |
|  | Italia     | Italia     |            |          |      | 1                  |                    |                    |  |
|  | Giappone   | Giappone   | 3          |          |      | Finale 7º/8º posto | Finale 7º/8º posto | Finale 7º/8º posto |  |
|  | Giappone   | Giappone   | 3          |          |      |                    |                    |                    |  |
|  |            |            |            |          |      |                    |                    |                    |  |
|  |            |            |            |          |      | Thailandia         | Thailandia         | 3                  |  |
|  |            |            |            |          |      | Thailandia         | Thailandia         | 3                  |  |
|  |            |            |            |          |      | Italia             | Italia             | 2                  |  |

### Finali 9º e 11º posto
|  | Semifinali      | Semifinali      | Semifinali |         |          | Finale 9º/10º posto  | Finale 9º/10º posto  | Finale 9º/10º posto  |  |
|  |                 |                 |            |         |          |                      |                      |                      |  |
|  | Germania        | Germania        | 3          |         |          |                      |                      |                      |  |
|  | Germania        | Germania        | 3          |         |          |                      |                      |                      |  |
|  | Rep. Dominicana | Rep. Dominicana | 2          |         |          |                      |                      |                      |  |
|  | Rep. Dominicana | Rep. Dominicana | 2          |         | Germania | Germania             | 2                    |                      |  |
|  |                 |                 |            |         | Germania | Germania             | 2                    |                      |  |
|  |                 |                 | Messico    | Messico | 3        |                      |                      |                      |  |
|  | Messico         | Messico         | Messico    | Messico | 3        | 3                    |                      |                      |  |
|  | Messico         | Messico         |            |         |          | 3                    |                      |                      |  |
|  | Stati Uniti     | Stati Uniti     | 0          |         |          | Finale 11º/12º posto | Finale 11º/12º posto | Finale 11º/12º posto |  |
|  | Stati Uniti     | Stati Uniti     | 0          |         |          |                      |                      |                      |  |
|  |                 |                 |            |         |          |                      |                      |                      |  |
|  |                 |                 |            |         |          | Rep. Dominicana      | Rep. Dominicana      | 3                    |  |
|  |                 |                 |            |         |          | Rep. Dominicana      | Rep. Dominicana      | 3                    |  |
|  |                 |                 |            |         |          | Stati Uniti          | Stati Uniti          | 0                    |  |

### Finali 13º e 15º posto
|  | Semifinali | Semifinali | Semifinali |      |            | Finale 13º/14º posto | Finale 13º/14º posto | Finale 13º/14º posto |  |
|  |            |            |            |      |            |                      |                      |                      |  |
|  | Slovacchia | Slovacchia | 3          |      |            |                      |                      |                      |  |
|  | Slovacchia | Slovacchia | 3          |      |            |                      |                      |                      |  |
|  | Egitto     | Egitto     | 0          |      |            |                      |                      |                      |  |
|  | Egitto     | Egitto     | 0          |      | Slovacchia | Slovacchia           | 2                    |                      |  |
|  |            |            |            |      | Slovacchia | Slovacchia           | 2                    |                      |  |
|  |            |            | Cina       | Cina | 3          |                      |                      |                      |  |
|  | Cina       | Cina       | Cina       | Cina | 3          | 3                    |                      |                      |  |
|  | Cina       | Cina       |            |      |            | 3                    |                      |                      |  |
|  | Tunisia    | Tunisia    | 0          |      |            | Finale 15º/16º posto | Finale 15º/16º posto | Finale 15º/16º posto |  |
|  | Tunisia    | Tunisia    | 0          |      |            |                      |                      |                      |  |
|  |            |            |            |      |            |                      |                      |                      |  |
|  |            |            |            |      |            | Egitto               | Egitto               | 3                    |  |
|  |            |            |            |      |            | Egitto               | Egitto               | 3                    |  |
|  |            |            |            |      |            | Tunisia              | Tunisia              | 2                    |  |

## Classifica finale
| Classifica | Squadre         |
| ---------- | --------------- |
|            | Brasile         |
|            | Serbia          |
|            | Belgio          |
| 4          | Turchia         |
| 5          | Giappone        |
| 6          | Perù            |
| 7          | Thailandia      |
| 8          | Italia          |
| 9          | Messico         |
| 10         | Germania        |
| 11         | Rep. Dominicana |
| 12         | Stati Uniti     |
| 13         | Cina            |
| 14         | Slovacchia      |
| 15         | Egitto          |
| 16         | Tunisia         |